# Csákány M. György
Csákány M. György (Budapest, 1946. április 25. − Budapest, 2022. január 14.) Batthyány-Strattmann László-díjas magyar orvos, szülész-nőgyógyász szakorvos, egyetemi docens, országos szakfelügyelő főorvos, az orvostudományok kandidátusa (1983). 1994-től a magyarországi szülészeti regiszter, a Tauffer-adatbázis   kezelője, fejlesztője több mint 30 éven át, az Országos Szülészeti és Nőgyógyászati Intézet (OSZNI) szülészeti statisztika fő magyarországi referense, 2002-től a Jahn Ferenc Dél-pesti Kórház és Rendelőintézet Szülészeti Osztályának osztályvezető főorvosa, a kórházi körülmények között lezajló, önálló szülésznő által felügyelt és vezetett, orvos jelenléte nélküli szülés magyarországi úttörője, akit a Magyar Szülésznők Egyesülete tiszteletbeli szülésznő címmel tüntetett ki.

## Pályafutása
1971-ben diplomázott a Semmelweis Orvostudományi Egyetemen. 1975-ben szülész-nőgyógyász szakorvosi vizsgát tett, majd a Sportkórház Szülészeti-Nőgyógyászati Osztályán dolgozott. Akadémiai ösztöndíjjal került az Orvostovábbképző Egyetem Szülészeti-Nőgyógyászati Klinikájára, ahol Prof. dr. Gáti István vezetése mellett végezte munkáját. Fő szakmai területe a terhességi cukorbetegség (gesztációs diabétesz mellitusz, GDM) kutatása volt. Itt alakult meg az a munkacsoport, amely – belgyógyászok, diabetológusok, szülész-nőgyógyászok és gyermekgyógyászok együttműködésével – a diabéteszes, illetve az eleve cukorbeteg kismamák gondozását, kezelését látta el. Kandidátusi disszertációjának (1983) témája a lepényi keringés hatása a magzat fejlődésére (Az uteroplacentáris keringés késői terhességi toxémiában). 
Munkássága elismeréseként 2008-ban a Magyar Köztársasági Érdemrend lovagkeresztjével tüntették ki, majd 2019-ben megkapta a hazai egészségügyben elnyerhető legrangosabb kitüntetést: az egészségügyi ellátás fejlesztésében elért kimagasló tevékenysége elismeréseként Batthyány-Strattmann László-díjat . Nevéhez fűződik az ún. Dél-pesti Modell megteremtése. 2021-ben vette át aranydiplomáját a SOTE-n. A Magyar Nőorvos Társaság Közép-Magyarországi Szekció küldöttgyűlésének tagja, a Magyar Szülészeti-Nőgyógyászati Ultrahang Társaság Tanácsadó testületének tagja, a Magyar Diabetes Társaság Diabétesszel Társult Terhességgel foglalkozó Munkacsoportja vezetőségi tagja, a Szülészeti és Nőgyógyászati Szakmai Kollégium titkára volt.

## Családja
Édesapja Dr. Csákány György professzor, radiológus, édesanyja Csákány Márta (Steiner Márta) szinkronrendező. Testvére Csákány Zsuzsa vágó, Jancsó Miklós filmrendező özvegye. Első felesége Dr. Bor Katalin Anna radiológus, házasságukból két fiú született: Csákány Péter informatikus és Dr. Csákány Tibor Archiválva 2022. február 9-i dátummal a Wayback Machine-ben, az Országos Gerincgyógyászati Központ (OGK) gerincsebész főorvosa, ortopéd szakorvos. Második felesége Éliás Ágnes Sarolta laboratóriumi asszisztens volt.

## Jelentősége
Bár Csákány doktor következetesen ellenezte az otthonszülést, mert az egyik legfontosabb szakmai feladatának a kórház falain belüli, intézményi szülés háborítatlanságának, humanizálásának megvalósítását tartotta. A magyarországi otthonszülés szakmai-jogi hátterének egyik kidolgozója volt. Az általa kidolgozott ún. Dél-pesti modell keretein belül a Jahn Ferenc Dél-pesti Kórház szülészeti osztályán 2006 óta a szülésznők önállóan is levezethetik a kockázatmentesnek ígérkező szüléseket.